# Thank You Aimee (пісня Тейлор Свіфт)
«Thank You Aimee» (стилізовано як «thanK you aIMee») — пісня американської співачки та автора пісень Тейлор Свіфт із подвійного видання її одинадцятого студійного альбому The Tortured Poets Department: The Anthology (2024). Свіфт і Аарон Десснер написали трек, і спродюсували його разом з Джеком Антоноффом. Трек у стилі кантрі та фолк, інструментований гітарними струнами, а його слова розповідають про те, як розібратися зі шкільним хуліганом.
Через ліричний зміст і стилізацію назви деякі ЗМІ розцінили «Thank You Aimee» як дисс на адресу Кім Кардашьян. Він посів 29 позицію в Billboard Global 200 і потрапив до національних чартів Австралії, Канади, Нової Зеландії, Португалії та Сполучених Штатів. 22 червня 2024 року Свіфт виконала пісню як частину мешапу з треком «Mean» (2010) в Лондоні на своєму турі The Eras Tour (2023–2024).

## Передумови й реліз
Тейлор Свіфт випустила стандартне видання The Tortured Poets Department 19 квітня 2024 року, яке містить 16 треків і 4 різні 17 бонус-треки серед різних вінілових варіантів релізів. Через дві години після релізу вона несподівано випустила ще 15 треків у вигляді подвійного альбому під назвою The Tortured Poets Department: The Anthology, який містив пісню «Thank You Aimee».
У Свіфт була давня публічна ворожнеча з американським репером Каньє Вестом, яка почалася, коли Вест вийшов на сцену та перервав промову Свіфт за найкраще жіноче відео на MTV Video Music Awards 2009 року. У 2016 році Вест випустив сингл «Famous». Свіфт вважала текст пісні женоненависницьким і вважала, що Вест неправомірно приписав собі заслугу за її успіх. Через кілька місяців тодішня дружина Веста, медіаперсона Кім Кардашьян, опублікувала відредаговані уривки відео, на яких показано телефонну розмову між Вестом і Свіфт, що свідчило про те, що Свіфт схвалила образливий текст. Пізніше у 2020 році просочилася повна версія відео, яка показала, що Свіфт зрештою не схвалювала деякі рядки пісні. Суперечка частково надихнула Свіфт на шостий студійний альбом Reputation (2017). У своєму інтерв’ю 2023 року для «Людини року» (Time) Свіфт назвала дії Кардашьян «повністю сфабрикованою підробкою під час незаконно записаної телефонної розмови, яку Кім Кардашьян відредагувала, а потім оприлюднила, щоб сказати всім, що я брехун..»

## Композиція
«Thank You Aimee» є 24-м у трек-листі The Tortured Poets Department: The Anthology. Це кантрі і фолк-трек з кантрі-поп-стилем, інструментований гітарними струнами. Пісня написана в тональності соль-мажор в простому такті з темпом 96 ударів на хвилину. Головний вокал Свіфт варіюється від G3 до C5. Його ліричний зміст спрямований на Еймі, персонажа, описаного як старого шкільного забіяки. У третьому куплеті персонаж Свіфт дякує Еймі, кажучи їй, що, попри те, що вона «написала тисячу пісень, які ти вважаєш некрутими», вона «побудувала спадщину, яку ти не можеш знищити», додаючи, що «цього б не було, якби не було тебе». У бриджі персонаж Свіфт критикує недостатній розвиток Еймі («Я не думаю, що ти сильно змінилась. Тому я змінила твоє ім’я та будь-які характерні підказки»).
Через ліричний зміст і стилізацію назви з написанням великими літерами «Кім» багато публікацій у ЗМІ припускали, що «Дякую, Еймі» — це дисс-трек проти Кардашьян; деякі вважали, що Свіфт непотрібно знову переживати давно минулу ворожнечу. Кім Кардашьян, ймовірна мішень пісні, сказала, що Тейлор має «рухатися далі».

## Комерційний успіх
Після виходу «The Tortured Poets Department: The Anthology» «Thank You Aimee» досяг 23 місця в американському Billboard Hot 100. В Австралії він досяг 28 місця в чарті ARIA і зробив її виконавицею з найбільшою кількістю пісень-релізів за один тиждень — 29. В інших країнах пісня «Thank You Aimee» дебютувала та посіла 29 місце в Billboard Global 200 і потрапила в чарти Канади (25), Нової Зеландії (29), і Португалії (97). Пісня також потрапила до стрімінгових і чартів продажів у Сполученому Королівстві з відповідними позиціями під номерами 55 і 33, у шведському чарті Heatseeker під номером 2 і в International Top 100 Digital Singles у Греції під номером 77.

## Персонал
Технічні
- Тейлор Свіфт — авторка слів, продюсерка
- Джек Антонофф — продюсер, звукозапис, програмування
- Аарон Десснер — продюсер, автор слів, програмування
- Сербан Генеа — зведення
- Брайс Бордон — мікс інженер
- Джонатан Лов — звукозапис
- Белла Бласо — додатковий інженер
- Олі Джейкобс — звукозапис
- Лаура Сіск — звукозапис
- Джозеф Колдвелл — асистент інженера звукозапису
- Мар'ям Кудус — інженер звукозапису
- Томас Бартлетт — інженер звукозапису
- Джеремі Мерфі — інженер звукозапису
- Лаура Бек — асистент інженера звукозапису
- Ренді Меррілл — мастеринг

Музиканти
- Тейлор Свіфт — вокал
- Джек Антонофф — віолончель, перкусія, барабани, електрогітара, фоновий вокал
- Аарон Десснер — акустична гітара, банджо, бас-синтезатор, програмування барабанів, клавішні, мандоліна, перкусія, синтезатор
- Брайс Десснер — аранжування
- Томас Бартлетт — клавішні, фортепіано, синтезатор
- Гленн Котче — барабани, перкусія
- Галя Бісенгалієва — скрипка
- Елоїза-Флер Том — скрипка
- Софі Мазер — скрипка
- Маріанн Хейнс — скрипка
- Алісія Берендзе — скрипка
- Анна де Брюїн — скрипка
- Акіко Ісікава — скрипка
- Ніколь Креспо О'Донох'ю — скрипка
- Емілі Голланд — скрипка
- Кірсті Менган — скрипка
- Кара Ласкаріс — скрипка
- Рональд Лонг — скрипка
- Ден Оутс — скрипка
- Іона Аллан — скрипка
- Ніколас Бутіман — скрипка
- Метью Кетл — альт
- Еліза Бергерсен — альт
- Морган Гофф — альт
- Браян О'Кейн — віолончель
- Рейноуд Форд — віолончель
- Макс Руїзі — віолончель
- Ебі Гайд-Сміт — віолончель
- Дейв Браун — контрабас
- Кріс Келлі — контрабас
- Софі Роупер — контрабас
- Девід Макквін — валторна
- Пол Котт — валторна
- Джонатан Фарі — валторна
- Джордж Бартон — перкусія

## Чарти
| Чарт (2024)                           | Найвища позиція |
| ------------------------------------- | --------------- |
| Australia (ARIA)                      | 28              |
| Canada (Canadian Hot 100)             | 25              |
| Global 200 (Billboard)                | 29              |
| Greece International (IFPI)           | 77              |
| New Zealand (Recorded Music NZ)       | 29              |
| Portugal (AFP)                        | 97              |
| Sweden Heatseeker (Sverigetopplistan) | 2               |
| UK Singles Sales (OCC)                | 55              |
| UK Streaming (OCC)                    | 33              |
| US Billboard Hot 100                  | 23              |